# استان پومابامبا
استان پومابامبا (به اسپانیایی: Provincia de Pomabamba) یک ر در پرو است که در منطقه انکاش واقع شده‌است. استان پومابامبا ۲٬۹۷۳٫۸۳ کیلومتر مربع مساحت و ۳۵٬۰۰۰ نفر جمعیت دارد.